# Monumento al massacro in Volinia
Il monumento al massacro in Volinia è situato nella città di Domostawa nel Voivodato della Precarpazia, eretto nel 2024 vicino al punto di servizio passeggeri "Bukowa - direzione Rzeszów" sull'autostrada S19. Venne costruito per commemorare le vittime dei massacri di polacchi in Volinia e Galizia orientale, avvenuti tra il 1943 e il 1945, compiuti dai nazionalisti dell'Esercito insurrezionale ucraino (UPA). Il monumento rappresenta un'aquila in fiamme con al centro un bambino infilzato da un tridente ucraino.

## Costruzione
Nel 2018 è stato istituito il Comitato Sociale per la Costruzione del Monumento, tra i cui membri includeva Antoni Moskal, parroco della parrocchia Nostra Signora Ausiliatrice di Pielni nell'arcidiocesi di Przemyśl, custode della memoria degli abitanti del villaggio di Borownica nel comune di Bircza e di altri villaggi dei Monti Bieszczady, assassinati negli anni 1939-1947 dai nazionalisti ucraini.
La scultura è stata fusa in bronzo presso lo stabilimento di Gliwice Technical Equipment Plants nel 2018. I fondatori volevano che il monumento fosse un dono alla nazione polacca da parte dei veterani polacchi degli Stati Uniti d'America e del Canada. Hanno concordato di sostenere tutte le spese relative all'adattamento del sito per il monumento, alla costruzione del basamento e al trasporto del monumento da Gliwice e al suo montaggio.. Originariamente, il monumento doveva essere inaugurato l'11 luglio 2018, nel 75º anniversario del massacro di Volinia.
L'autore del monumento è Andrzej Pityński e il nome ufficiale è: Memoriale alle vittime del genocidio nelle terre di confine orientali.

## Architettura
Il monumento alto 14 metri e di 14 tonnellate ha la forma di un'aquila il cui corpo è in fiamme. L'altezza totale del monumento, compreso il basamento, è di 20 metri. Al centro del monumento c'è una croce scolpita e un forcone a tre punte, che simboleggia un tryzub ucraino, su cui è infilzato il corpo di un bambino. Alla sua base, su un lato, c'è una famiglia con dei bambini - una madre con un bambino in braccio - in fiamme, e dall'altro ci sono teste di bambini impalate sulla recinzione, anch'esse in fiamme. Nella parte superiore del monumento, sulle ali di un'aquila, sono riportati i nomi delle città dove sono avvenuti gli omicidi di massa commessi dall'Esercito insurrezionale ucraino.

## Inaugurazione

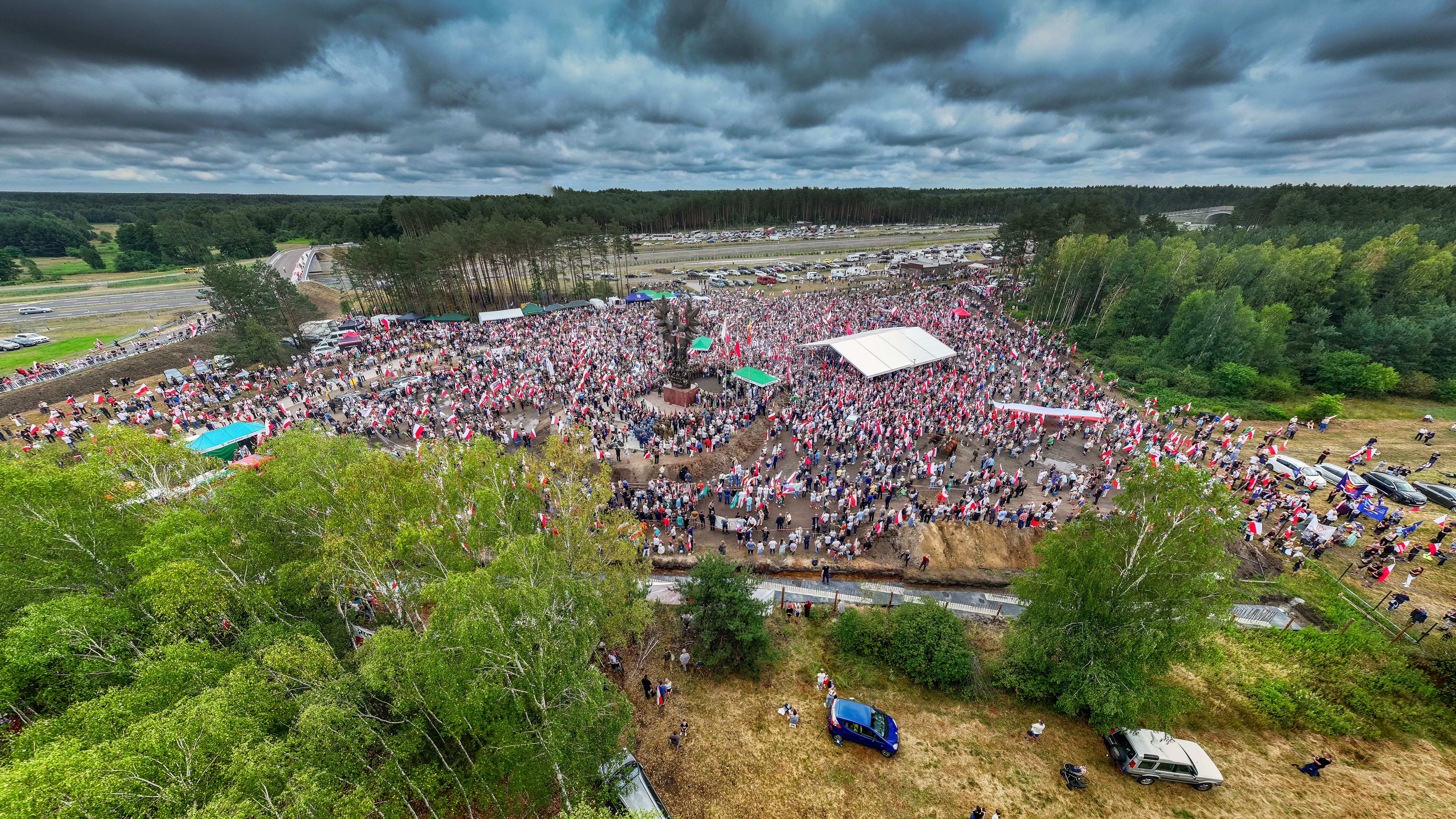
Cerimonia di inaugurazione del monumento il 14 luglio 2024

Nel 2021, il Consiglio comunale di Jarocin ha deciso che il monumento dovrà sorgere a Domostaw. Il capo del comune aveva concordato il luogo con l'autore già nel 2018. Era stato concordato anche dai fondatori del monumento..
L'inaugurazione ufficiale del monumento ha avuto luogo il 14 luglio 2024, tre giorni dopo l'81º anniversario della "Domenica di sangue", nel culmine dei massacri. La cerimonia è iniziata con una funzione sul campo presieduta da Padre Antoni Moskal.
La cerimonia ha attirato 20000 persone e tra gli ospiti c'erano il sindaco di Jarocin Tomasz Podpora con i membri del Consiglio comunale.

## Vandalizzazioni
Il 6 agosto 2025 il monumento è stato vandalizzato. Sul piedistallo sono state dipinte una bandiera rosso-nera dell'Esercito insurrezionale ucraino e la scritta "Gloria all'UPA".